# Бело Поље (Подујево)
Бело Поље (алб. Bellopojë) је насељено место у општини Подујево, Косово и Метохија, Република Србија.

## Демографија
| Етнички састав према попису из 1981.‍ | Етнички састав према попису из 1981.‍ | Етнички састав према попису из 1981.‍ | Етнички састав према попису из 1981.‍ | Етнички састав према попису из 1981.‍ |
| ------------------------------------ | ------------------------------------ | ------------------------------------ | ------------------------------------ | ------------------------------------ |
|                                      |                                      |                                      |                                      |                                      |
| Албанци                              | Албанци                              |                                      | 1.309                                | 99,09%                               |
| Срби                                 | Срби                                 |                                      | 11                                   | 0,83%                                |
| Муслимани                            | Муслимани                            |                                      | 1                                    | 0,08%                                |

| Демографија | Демографија | Демографија |
| Година      | Становника  | Становника  |
| ----------- | ----------- | ----------- |
| 1948.       | 771         |             |
| 1953.       | 839         |             |
| 1961.       | 934         |             |
| 1971.       | 1.052       |             |
| 1981.       | 1.314       |             |
| 1991.       | 1.529       |             |